# Бад-Зульца
Бад-Зульца (нім. Bad Sulza) — місто в Німеччині, розташоване в землі Тюрингія. Входить до складу району Ваймарер-Ланд.
Площа — 46,32 км2. Населення становить 8037 ос. (станом на 31 грудня 2021).